# Ivan Baranchyk
Ivan Baranchyk (nascido em 24 de Janeiro de 1993) é um pugilista bielorusso  que deteve o título dos médios-leves do International Boxing Federation de 2018 a 2019. Em agosto de 2020, ele foi classificado como o quarto melhor peso-meio-médio ativo do mundo pelo The Ring  e BoxRec  , e como sétimo pelo Transnational Boxing Rankings Board.